# رشته‌کوه اوخاندیا
رشته‌کوه اوخاندیا (روسی: Охандя)  یک رشته‌کوه در استان ماگادان کشور روسیه است.